# Know Thyself
 (juillet 2025).
Pour plus de détails, voir Fiche technique et Distribution.
Know Thyself est un court-métrage américano-britannique, réalisé par Bonnie Wright, sorti en 2014.

## Fiche technique
- Titre original : Know Thyself
- Réalisation : Bonnie Wright
- Scénario : Bonnie Wright
- Photographie : Michael Belcher
- Montage : Nathan Perry-Greene
- Production déléguée : Bonnie Wright
- Pays d'origine : États-Unis, Royaume-Uni
- Année : 2014
- Langue originale : anglais
- Format : couleur
- Genre : drame, court-métrage
- Durée : 8 minutes
- Dates de sortie :

## Distribution
- Christian Coulson : le jeune homme